# Spagaatfinish

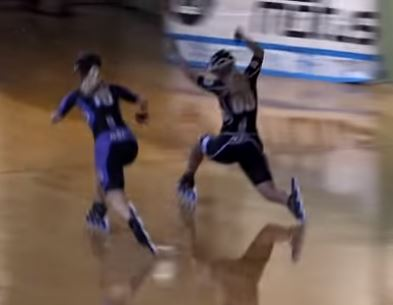

Een spagaatfinish is een manier van finishen die met name bij het inline-skaten veel toegepast wordt. Dit, omdat er meteen gefinisht is als het eerste wieltje van de skeeler over de eindstreep is. Als men op de finish afrijdt zet men vlak voor de finish de spagaat in, waarbij van de voorste skeeler het achterste wieltje nog contact maakt met het wegdek en van de achterste skeeler het voorste wieltje.